# Le Champ-près-Froges
 Le Champ-près-Froges  es una población y comuna francesa, en la región de Ródano-Alpes, departamento de Isère, en el distrito de Grenoble y cantón de Goncelin.

## Demografía
| 577 | 556 | 701 | 924 | 1008 | 1158 |
| Para los censos de 1962 a 1999 la población legal corresponde a la población sin duplicidades (Fuente: INSEE [Consultar]) |     |     |     |      |      |